# Manoir du Haut Pâtis
Le manoir du Haut Pâtis est situé à Sarzeau en France.

## Localisation
Le manoir est situé sur le territoire de la commune de Sarzeau, au lieu-dit le Pâtis, dans le département du Morbihan en région Bretagne.

## Description
Le manoir est un édifice à un étage carré construit en granite, toiture à longs pans couverte en ardoises.

## Historique
Le manoir est inscrit à l'inventaire général du patrimoine culturel en 1992.